# Biologická olympiáda
Biologická olympiáda je vědomostní soutěž pro žáky základních a středních škol se zaměřením na biologii. Soutěž vyhlašuje Ministerstvo školství, mládeže a tělovýchovy podle vyhlášky č. 55/2005 Sb., o podmínkách organizace a financování soutěží a přehlídek v zájmovém vzdělávání.
Soutěž se člení na čtyři kategorie podle stupně studia soutěžících. V každé kategorii se koná několik postupových kol. Prvním kolem je vždy školní kolo, které na škole organizuje pověřený učitel, a při němž účastníci plní praktické a teoretické úkoly podle zadání a poznávají předložené přírodniny. Nejlepší soutěžící postupují do vyššího kola. V případě kategorií pro základní školu a nižší gymnázium se konají okresní kola. U kategorie pro nejvyšší ročníky středních škol se koná ústřední kolo.

## Historie
Biologická olympiáda vznikla z popudu vysokoškolských pedagogů s cílem podpořit přípravu talentovaných studentů středních škol, potenciálních uchazečů o studium na vysokých školách přírodovědeckých směrů. Na přípravě první olympiády v roce 1964 určené pro školy v Praze se podílela Jiřina Kalousová, Jaroslav Lang, Jan Stoklasa, Silvestr Prát, Karel Wenig, Vojtěch Fetter. První mezikrajové kolo se uskutečnilo v roce 1967.

## Přípravné texty pro kategorie A a B
| Rok vydání | Ročník soutěže | Zaměření ročníku            | Přípravný text | ISBN                   |
| ---------- | -------------- | --------------------------- | --- | ---------------------- |
| 1985       | 20.            | Ekologie                    | Fuchs R. 1985: Úvod do ekologie. 59 pp. |                        |
| 1989       | 24.            | Morfologie člověka          | Beneš J. 1989: Vybrané kapitoly z morfologie člověka. 63 pp. PT1989 |                        |
| 1993       | 28.            | Půdní biologie              | Miko L. 1993: Úvod do půdní biologie. 65 pp. | ISBN 80-85105-67-5     |
| 1994       | 29.            | Hydrobiologie               | Bílý M. a kol. 1994: Úvod do hydrobiologie. 109 pp. | ISBN 80-85105-78-0     |
| 1995       | 30.            | Mikrobiologie               | Bílý M. a kol. 1995: Úvod do biologie mikroorganismů. |                        |
| 1996       | 31.            | Výživa a potravní vztahy    | Andreas M. a kol. 1996: Výživa a potravní vztahy organismů. 63 pp. | ISBN 80-86033-06-6     |
| 1997       | 32.            | Ekologie                    | Storch D. & Mihulka S. 1997: Ekologie. 80 pp. | ISBN 80-86033-12-0     |
| 1998       | 33.            | Signalizace a komunikace    | Černý J. a kol. 1998: Informace o živých systémech (O signalizaci a komunikaci v přírodě). 70 pp. | ISBN 80-86033-35-X     |
| 1999       | 34.            | Biotopy                     | Sádlo J. & Storch D. 1999: Biotopy České republiky. 96 pp |                        |
| 2000       | 35.            | Rozmnožování                | Bílý M. a kol. 2000: Rozmnožování organismů. 128 pp. | ISBN 80-86033-61-9     |
| 2001       | 36.            | Genetika a evoluce          | Aixnerová R., Barčiová L., Eliáš M., Hájek J., Koutecký P. 2001: Genetika a evoluce. 72 pp. | ISBN 80-86033-72-4     |
| 2002       | 37.            | Člověk a ostatní organizmy  | Hájek J., Koutecký P., Libus J., Lišková J., Srba M., Strádalová V. & Šejnohová L. 2002: Člověk a ostatní organizmy. 108 pp. | ISBN 80-86033-88-0     |
| 2003       | 38.            | Parazitismus                | Votýpka J., Varga V. & Varga M. 2003: Parazitizmus. 120 pp. | ISBN 80-86784-01-0     |
| 2004       | 39.            | Biogeografie                | Hájek J., Hotový J., Koutecký P. & Matějů J. 2004: Úvod do biogeografie. 98 pp. | ISBN 80-86784-16-9     |
| 2005       | 40.            | Pohyb                       | Čepička I., Jedelský P. L., Kubešová M., Lišková J., Matějů J. & Strádalová V. 2005: Pohyb. 98 pp. | ISBN 80-86784-26-6     |
| 2006       | 41.            | Abiotické faktory           | Falteisek L. a kol. 2006: Organismy a abiotické faktory prostředí. 112 pp. | ISBN 80-86784-39-8     |
| 2007       | 42.            | Mutualismus                 | Čepička I., Kolář F., Synek P. 2007: Mutualismus – vzájemně prospěšná symbióza. 87 pp. | ISBN 978-80-86784-50-2 |
| 2008       | 43.            | Smrt                        | Baláž V., Kolář F., Lišková J., Pluhařová A., Synek P. 2008: Smrt jako součást života. 83 pp. | ISBN 978-80-86784-64-9 |
| 2009       | 44.            | Mnohobuněčnost              | Čepička I., Falteisek L., Kolář F., Lišková J., Pánek T. 2009: Mnohobuněčnost. 105 pp. | ISBN 978-80-213-1951-6 |
| 2010       | 45.            | Ochrana přírody             | Baláž V., Falteisek L., Chlumská Z., Kolář F., Kubešová M., Matějů J., Prach J., Rezková M. 2010: Ochrana přírody z pohledu biologa. 191 pp.                                                                                            | ISBN 978-80-213-2085-7 |
| 2011       | 46.            | Tvary a vzory               | Fíla J., Pánek T., Sekereš J. 2011: Tvary v živé přírodě. 153 pp. | ISBN 978-80-213-2191-5 |
| 2012       | 47.            | Rozmnožování                | Baláž V., Balážová A., Fíla J., Kolář F., Mikát M. 2012: Láska, sex a něžnosti v říši živočichů a rostlin. 135 pp. | ISBN 978-80-213-2288-2 |
| 2013       | 48.            | Komunikace                  | Fíla J., Kodejš K., Mikát M., Nunvář J., Smyčka J., Synek P., Zouhar P. 2013: Komunikace. 148 pp. | ISBN 978-80-213-2386-5 |
| 2014       | 49.            | Příroda ve službách člověka | Baláž V., Kodejš K., Kolář F., Nunvář J., Pilátová J., Pospíšková M., Prach J., Sekereš J., Smyčka J., Synek P., Zemek O. 2014: Země živitelka aneb Příroda ve službách člověka. 133 pp.                                                | ISBN 978-80-213-2470-1 |
| 2015       | 50.            | Evoluce                     | Balážová A., Černý J., Damaška A., Dvořáková R. M., Holcová M., Kodejš K., Mikát M., Nunvář J., Pilátová J., Smyčka J., Smyčková M. 2015: Život je jen náhoda. Evoluce života na Zemi. 147 pp.                                          | ISBN 978-80-213-2565-4 |
| 2016       | 51.            | Světlo                      | Bendová Z., Buchbauerová L., Černý J., Damaška A., Kleisner K., Nedvědová T., Nunvář J., Pilátová J., Sekereš J., Smyčková M.,Vosolsobě S., Zemek O. 2016: Budiž světlo! 134 pp.                                                        | ISBN 978-80-213-2684-2 |
| 2017       | 52.            | Odpady v přírodě            | Bohutínský D., Černý J., Damaška A., Jedelský P., Králíček I., Mikát M., Nedvědová T., Novák J., Nunvář J., Reslová M., Smyčková M., Zahradník J., Zouhar P. 2017: Když musí, tak musíš… aneb Odpady v přírodě 153 pp.                  | ISBN 978-80-213-2770-2 |
| 2018       | 53.            | Mládí                       | Bohutínská M., Buchbauerová L., Černý J., Damaška A. F., Janošík L., Kodejš K., Matějková T., Mikát M., Nedvědová T., Pergner J., Požárová D., Soukup V., Těšický M., Tremerová A., Vosolsobě S. 2018: Mládí vpřed! 174 pp.             | ISBN 978-80-213-2868-6 |
| 2019       | 54. a 55.      | Obrana                      | Balážová A., Baláž V., Černý J., Damaška A. F., Nunvář J., Ptáček M., Šíma P. 2019: Nepřátel se nelekejte na množství nehleďte! aneb Obrana proti bližním 170 pp.                                                                       | ISBN 978-80-213-2958-4 |
| 2021       | 56.            | Rovnováha                   | Černý J., Damaška A. F., Konvičková Z., Markoš A., Mikát M., Pekařová K., Schimerová T., Smyčková M., Šíma P., Vosolsobě S., Zeman Š. 2021: Drž si balanc aneb Rovnováhy a zpětné vazby v přírodě 104 pp.                               | ISBN 978-80-213-3131-0 |
| 2022       | 57.            | Zlo                         | Bezányiová K., Čepička I., Černý J., Damaška A. F., Havlíčková E., Hradečný J, Konvičková Z., Nunvář J., Schimerová T., Toman J., Vítek R., Zeman Š. 2022: Život není fér aneb Jak se organismy vyrovnávají s abiotickým zlem prostředí | ISBN 978-80-7444-096-0 |

## Výsledkové listiny ústředního kola
| Ročník | Rok  | Místo konání           | Tři nejlepší soutěžící                                                      |
| ------ | ---- | ---------------------- | --------------------------------------------------------------------------- |
| 4.     | 1970 | Ústí nad Labem         | 1. Jan Zima, 2. Jana Palečková, 3. Zdeněk Lacina                            |
| 5.     | 1971 | Praha                  | 1. Eva Kopecká, 2. Anna Šteklová, 3. Jiří Pavlíček                          |
| 6.     | 1972 | Hradec Králové         | 1. Antonín Jabor; 2. Milan Zlínský; 3. Jiří Káňa                            |
| 7.     | 1973 | České Budějovice       | 1. Jiří Hudeček; 2. M. Mestenhauserová; 3. Ivan Štercl                      |
| 8.     | 1974 | Hradec Králové         | 1. Jan Všetička; 2. Josef Borůvka; 3. Ludmila Švejdová                      |
| 9.     | 1975 | Hradec Králové         | 1. Pavel Urbánek; 2. Hana Machková; 3. Milan Bílý                           |
| 10.    | 1976 | Hradec Králové         | 1. Petr Pyšek; 2. Jan Slíva; 3. Petr Obšivač                                |
| 11.    | 1977 | Hradec Králové         | 1. Petr Pyšek; 2. A. Suchánková; 3. Stanislav Komárek                       |
| 12.    | 1978 | České Budějovice       | 1. L. Hadaš; 2. M. Pospíšilová; 3. M. Simon                                 |
| 13.    | 1979 | Hradec Králové         | 1. Květuše Šťastná; 2. Petr Šváb; 3. Alena Vydrová                          |
| 14.    | 1980 | Opočno                 | 1. J. Krčilová; 2. V. Loydová; 3. E. Rusková                                |
| 15.    | 1981 | České Budějovice       | 1. Jan Konvalinka; 2. I. Pekárková; 3. V. Loydová                           |
| 16.    | 1982 | Olomouc                | 1. B. Škoda; 2. V. Šustr; 3. J. Švéda                                       |
| 17.    | 1983 | Bratislava             | 1. Fiala; 2. Plšek; 3. Čurn                                                 |
| 18.    | 1984 | České Budějovice       | 1. D. Podhradský; 2. R. Michálková; 3. Milan Chytrý                         |
| 19.    | 1985 | Lednice na Moravě      | 1. Jan Frouz; 2. M. Klemš; 3. Milan Chytrý                                  |
| 20.    | 1986 | Nitra                  | 1. Libor Jankovský; 2. Roman Letz; 3. Nataša Formanová                      |
| 21.    | 1987 | Olomouc                | 1. R. Letz; 2. J. Gregor; 3. Alice Exnerová                                 |
| 22.    | 1988 | Praha                  | 1. Antonín Reiter; 2. Radka Pichlová; 3. O. Simon                           |
| 23.    | 1989 | Brno                   | 1. Ján Minárik; 2. Petr Ulman; 3.-4. Martin Hrehorčáka a Martina Chorvátová |
| 24.    | 1990 | Banská Bystrica        | 1. J. Minárik; 2.-3. P. Čeledová a R. Hummel                                |
| 25.    | 1991 | Nitra                  | 1. P. Folwarczná; 2. K. Šumberová; 3. E. Vojíková                           |
| 26.    | 1992 | Hradec Králové         | 1. Stanislav Lhota; 2. Václava Froňková; 3. Lenka Kratzerová                |
| 27.    | 1993 | Brno                   | 1. Stanislav Lhota; 2. Pavel Hulva, Český Těšín; 3. Ivana Kotorová          |
| 28.    | 1994 | Dvůr Králové nad Labem | 1. Adam Petrusek; 2.-3. Jan Mourek a Tomáš Valenta                          |
| 29.    | 1995 | Strážnice              | 1. Jiří Libus; 2. Jan Mourek; 3. Pavla Fabiánová                            |
| 30.    | 1996 | Domažlice              | 1. Petr Kment; 2. Ivan Čepička; 3. Milan Řezáč                              |
| 31.    | 1997 | Čáslav                 | 1. Marek Eliáš; 2. Jitka Rudolfová; 3. Vladimír Varga                       |
| 32.    | 1998 | Litvínov               | 1. Jitka Rudolfová; 2. Přemysl Falt; 3. Pavel Cahyna                        |
| 33.    | 1999 | Třeboň                 | 1. Přemysl Falt; 2. Petr Šípek; 3. Miroslav Srba                            |
| 34.    | 2000 | Horní Maršov           | 1. Jakub Straka; 2. Martin Fikáček; 3. Miroslav Srba                        |
| 35.    | 2001 | Ostrava                | 1. Jakub Těšitel; 2. Petr Janšta; 3. David Novotný                          |
| 36.    | 2002 | Mariánské Lázně        | 1. Jakub Těšitel; 2. Kateřina Rezková; 3. Eva Kozubíková                    |
| 37.    | 2003 | Kutná Hora             | 1. Jaroslav Nunvář; 2. Pavla Spáčilová; 3. Petr Synek                       |
| 38.    | 2004 | Hradec Králové         | 1. Filip Kolář; 2. Petr Synek; 3. Zdeněk Janovský                           |
| 39.    | 2005 | Třebíč                 | 1. Zdeněk Janovský; 2. Jaroslav Icha; 3.-4. Zuzana Chlumská a Jan Klečka    |
| 40.    | 2006 | Praha                  | 1. Jaroslav Icha; 2. Michael Mikát; 3. Jiří Svoboda                         |
| 41.    | 2007 | Zlín                   | 1. Michael Mikát; 2. Jaroslav Icha; 3. Martin Hanzl                         |
| 42.    | 2008 | Svitavy                | 1. Ondřej Korábek; 2. Michael Mikát; 3. Martin Frodl                        |
| 43.    | 2009 | Olomouc                | 1. Michael Mikát; 2. Tereza Nedvědová; 3. Dan Leština                       |
| 44.    | 2010 | Březnice               | 1. Jan Smyčka; 2. Jana Faltýnková; 3. Jitka Tuková                          |
| 45.    | 2011 | Praha                  | 1. Kateřina Medková; 2. Karel Kodejš; 3. Lenka Čurnová                      |
| 46.    | 2012 | Brno                   | 1. Magdalena Holcová; 2. Eva Vojáčková 3. Vlastimil Hanuš                   |
| 47.    | 2013 | Praha                  | 1. Magdalena Holcová; 2. Daniel Bohutínský; 3.Quang Hiep Bui                |
| 48.    | 2014 | České Budějovice       | 1. Doubravka Požárová; 2. Tomáš Zdobinský; 3. Jasna Simonová                |
| 49.    | 2015 | Brno                   | 1. Doubravka Požárová; 2. Eliška Havrdová; 3. Kamila Bendová                |
| 50.    | 2016 | Praha                  | 1. Jan Pražák; 2. Hana Petržílková; 3. Zuzana Konvičková                    |
| 51.    | 2017 | Brno                   | 1. Lukáš Fiedler; 2. Kateřina Kubíková; 3. Jiří Janoušek                    |
| 52.    | 2018 | Brno                   | 1. Jiří Janoušek; 2. Lukáš Fiedler; 3. Jiří Rudolf                          |
| 53.    | 2019 | Ostrava                | 1. Jiří Janoušek; 2. Kateřina Bezányiová; 3. Vojtěch Brož                   |
| 54.    | 2020 | online                 | 1. Jiří Janoušek; 2. Ondřej Pelánek; 3. Jan Tulis                           |
| 55.    | 2021 | online                 | 1. Magdalena Ambrozková; 2. Štěpán Vavřina; 3. Tereza Maxerová              |
| 56.    | 2022 | Hradec Králové         | 1. Daniel Čičovský; 2. Tereza Maxerová; 3. Marek Pavlica                    |
| 57.    | 2023 | Teplice                | 1. Daniel Čičovský; 2. Matěj Pokorný; 3. Šimon Vlach                        |

## Soutěžní kola
Každá kategorie biologické olympiády se rozděluje na jednotlivá postupová soutěžní kola. Soutěžící do vyšších kol olympiády vybírá vždy komise a to na základě postupového klíče definovaného v propozicích soutěže a výsledků, které jí jsou zaslány z předcházejících kol. Ne každá kategorie olympiády obsahuje všechna soutěžní kola, ale všechny kategorie začínají školním kolem. U kategorií A a B ve školním kole soutěžící řeší tři praktické úlohy, poznávání přírodnin a test všeobecných znalostí z biologie. Ze školního kola řešitelé kategorií C a D postupují do okresního kola. Krajské kolo se koná pro kategorie A, B, C a v některých krajích i pro kategorii D. Nejlepší účastníci krajského kola kategorie A postupují do ústředního (celostátního) kola. Na základě výsledku z ústředního kola postupuje skupina řešitelů na teoretické a praktické soustředění před mezinárodní biologickou olympiádou. Soutěžní úlohy v jednotlivých kategoriích jsou vždy pro všechny soutěžící v celé České republice stejné.

## Soutěžní kategorie
Soutěž se dělí na čtyři kategorie, které se od sebe liší složitostí úloh a určeným ročníkem studia, během kterého se žáci dané kategorie mohou zúčastnit. Často se vyšších kategorií účastní i mladší žáci, ale starší žáci se nemohou účastnit nižších kategorií. Kategorie se označují písmeny podle abecedy od nejsložitější, určené pro nejstarší žáky středních škol, po nejlehčí, určené pro žáky základních škol. Všechny kategorie obsahují teoretickou a praktickou část a jsou děleny na jednotlivá kola, ve kterých je obtížnost úloh postupně stupňována.
Kategorie D je určena pro žáky 6. a 7. ročníků základních škol a 1. a 2. ročníků osmiletých gymnázií. Kategorie zahrnuje školní kolo, okresní kolo a v některých krajích se koná i krajské kolo.
Kategorie C je určena pro žáky 8. a 9. ročníků základních škol, 3. a 4. ročníků osmiletých gymnázií a 1. a 2. ročníků šestiletých gymnázií. Kategorie zahrnuje školní kolo, okresní kolo a krajské kolo.
Kategorie B je určena pro žáky 1. a 2. ročníků středních škol, 5. a 6. ročníků osmiletých gymnázií a 3. a 4. ročníků šestiletých gymnázií. Kategorie zahrnuje školní kolo a krajské kolo. Úlohy této kategorie vycházejí ze zaměření ročníku a pro vyšší kola je vhodná znalost přípravného textu. Obě kola se skládají z praktických úkolů, testu všeobecných znalostí z biologie a z části poznávání přírodnin. V krajském kole se část poznávání přírodnin skládá ze sekce poznávání organismů v rámci zoologie a botaniky, a sekce všeobecných objektů.
Kategorie A je určena pro žáky 3. a 4. ročníků středních škol, 7. a 8. ročníků osmiletých gymnázií a 5. a 6. ročníků šestiletých gymnázií. Kategorie zahrnuje školní, krajské a ústřední kolo. Úlohy této kategorie vycházejí ze zaměření ročníku a pro vyšší kola je nezbytná znalost přípravného textu. Obě kola se skládají z praktických úkolů, testu všeobecných znalostí z biologie a z části poznávání přírodnin. V krajském a ústředním kole se část poznávání přírodnin skládá ze sekce poznávání organismů v rámci zoologie a botaniky, a sekce všeobecných objektů.